# 今枝宗一郎
今枝 宗一郎（いまえだ そういちろう、1984年〈昭和59年〉2月18日 - ）は、日本の政治家、医師。自由民主党所属の衆議院議員（5期）。自民党文部科学部会長。
文部科学副大臣、財務大臣政務官を歴任した。

## 来歴

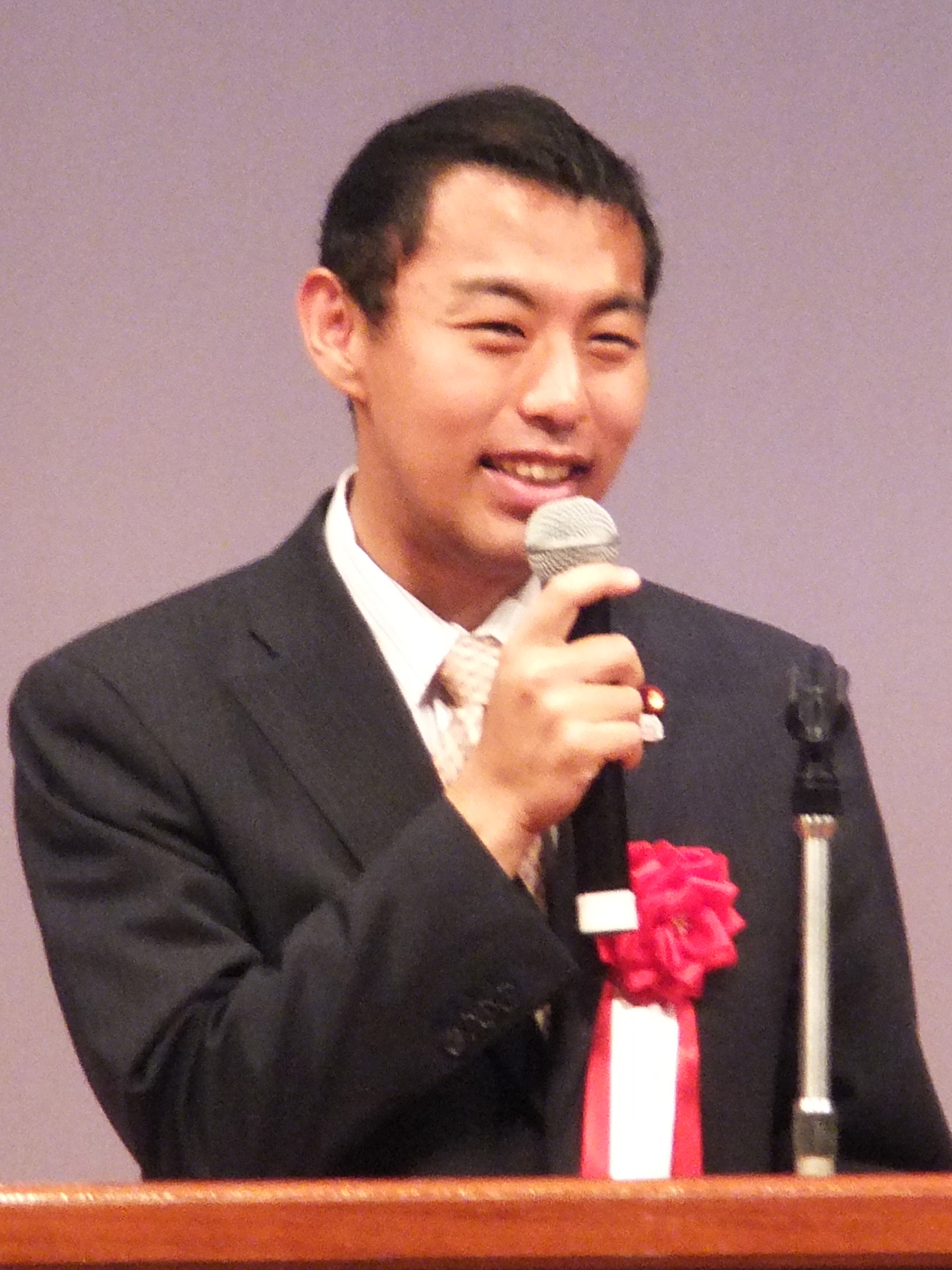
2013年6月

愛知県出身。両親宅の近くの豊川市八幡町上宿に、蒲郡市出身の妻と在住していたが、2024年に妻は大動脈解離のため豊川市民病院で急死した。
サラリーマンの父は転居を伴う転勤が多かったため、愛知県内をよく転居していた。小学生時代は、慢性肝炎で3年間入退院を繰り返した。その後、自分が通う病院から医師がいなくなるという医療崩壊を経験する。
東海中学校・高等学校卒業。高校在学中、学費が払えず学校に通えない高校生向けの募金を3000万円集めたという。また、生徒という教育の受け手として、教育問題に提言を行う。政策を変える為に、国会議員を目指そうと決意する。
2002年、医療政策を専門とするために、まずは医師になるべく名古屋大学医学部入学。在学中、 内戦国を訪れたり、NPOを立ち上げたりしていた。また、愛知万博にて、学生による教育・地域活性化の政策コンテストを開催。更に、松下政経塾の勉強会にも参画していた。
2008年、名古屋大学医学部卒業。医師免許を取得し、JR東京総合病院にて研修医を務める。2009年、医師をしながら、東京大学医療政策人材養成講座修了。
2010年、新宿区内の病院で在宅医を務める。また、大前研一創設の一新塾を卒塾。
同年12月、元衆議院議員の杉田元司が自由民主党愛知県第14選挙区支部長を辞任。それに伴う公募に応募し、2011年1月3日、同支部長に就任した。この年から豊川市・新城市で在宅・難病・救急医療に従事。愛知県医師会第一号として、東日本大震災の医療ボランティアを行う。

### 政治家として
2012年12月、第46回衆議院議員総選挙に自民党公認で愛知14区から出馬し、日本未来の党の鈴木克昌らを破り、全国最年少衆議院議員として初当選を果たした（鈴木も比例復活）。
1期生ながら、専門の医療社会保障では、自民党政務調査会の厚生労働部会薬事小委員会事務局長、それ以外の分野でも自民党政務調査会の国土交通副部会長、水産部会副部会長、金融調査会事務局次長など多くの政策分野に関わっている。
2014年12月、第47回衆議院議員総選挙に愛知14区から出馬し、民主党から出馬した鈴木らを再び破り、再選（鈴木も比例復活）。その後、自民党の組織運動本部の国土建設委員長・厚生副委員長、政務調査会の農林副部会長・中小企業調査会会長補佐・観光立国調査会事務局次長・山村振興特別委員会副委員長、子どもの元気！農村漁村で育むプロジェクト小委員会事務局長などにも就任している。
2017年8月、第3次安倍第3次改造内閣にて、史上最年少の33歳で、財務大臣政務官に就任。
同年10月22日の第48回衆議院議員総選挙に愛知14区（区割変更により愛知12区から幸田町が編入）から立候補し、希望の党公認の田中克典、日本共産党公認の金原信之を破り3選。
2021年10月31年の第49回衆議院議員総選挙に愛知14区から立候補し、立憲民主党公認の田中克典、日本共産党公認の野澤康幸を破り4選。
2023年9月、第2次岸田第2次改造内閣にて、史上最年少で文部科学副大臣に就任。
2024年9月12日、自民党総裁選挙が告示され、9人が立候補した。今枝は同じ麻生派の河野太郎ではなく、加藤勝信の推薦人に名を連ねた。投票日前日の9月26日夜、麻生派幹部6人は都内のホテルに集まり、決選投票に高市早苗が残った場合は高市を支持する方針を決定した。
会長の麻生太郎はさらに踏み込み、河野などの陣営に入っていた派閥メンバーに対し、側近議員を通じて「1回目の投票から高市に入れろ」と指示を飛ばした。同日22時半頃、産経新聞は、麻生が1回目の投票から高市を支援するよう自派閥の議員に指示を出したことをスクープした。9月27日総裁選執行。麻生は昼頃まで、自派閥で他候補の推薦人に名を連ねる議員にまで電話をかけ「1回目から高市で頼む」と訴えた。高市は1回目の議員投票で、報道各社の事前調査での30～40票を大きく上回る72票を獲得した。党員数と合わせた得票数は1位だったが、決選投票で石破茂に敗れた。中日新聞は、愛知・岐阜・三重・長野・福井・滋賀・静岡の国会議員に対し投票先を取材し、翌28日に各議員の回答を報じた。今枝は1回目の投票、決選投票、いずれについても、同紙の取材に応じなかった。
2024年10月4日に成立した第1次石破内閣でも引き続き文部科学副大臣を続投。
2024年10月27日の第50回衆議院議員総選挙では、9万334票を獲得して5回目の当選を果たす。しかし当選後の挨拶にて投票日当日の夕方4時過ぎに妻が大動脈解離のため豊川市民病院にて44歳で急逝したことを明らかにしたことにより万歳三唱や花束の贈呈は行われなかった。

## 政策・主張

### 憲法
- 憲法改正について、2017年の朝日新聞社のアンケートでは「賛成」と回答[24]。2021年の朝日新聞社のアンケートでは回答しなかった[25]。2021年のNHKのアンケートでは「賛成」と回答[26]。
- 9条改憲について、2017年の中日新聞社のアンケートで「賛成」と回答[27]。9条への自衛隊の明記について、2021年のNHKのアンケートで「賛成」と回答[26]。
- 憲法を改正し緊急事態条項を設けることについて、2021年の毎日新聞社のアンケートで「賛成」と回答[28]。

### 外交・安全保障
- 安全保障関連法の成立について、2017年のアンケートで「どちらかと言えば評価する」と回答[24]。
- 「他国からの攻撃が予想される場合には敵基地攻撃もためらうべきではない」との問題提起に対し、2021年のアンケートで回答しなかった[25]。
- 「北朝鮮に対しては対話よりも圧力を優先すべきだ」との問題提起に対し、2017年のアンケートで「どちらかと言えば賛成」と回答[24]。2021年のアンケートでは回答しなかった[25]。
- 普天間基地の辺野古移設について、2021年のアンケートで回答しなかった[25]。

### ジェンダー
- 選択的夫婦別姓制度の導入について、2014年、2017年のアンケートでは「どちらとも言えない」と回答[29][24]。2021年のアンケートでは回答しなかった[25]。
- 同性婚を可能とする法改正について、2017年の朝日新聞社のアンケートで「どちらとも言えない」と回答[24]。2021年の朝日新聞社、NHKのアンケートで回答しなかった[25][26]。「同性婚を制度として認めるべきだと考るか」との2021年の毎日新聞社のアンケートに対し、選択肢以外の回答をした[28]。
- 「LGBTなど性的少数者をめぐる理解増進法案を早期に成立させるべきか」との問題提起に対し、2021年のアンケートで回答しなかった[25]。
- クオータ制の導入について、2021年毎日新聞社のアンケートで、選択肢以外の回答をした[28]。同年のNHKのアンケートで回答しなかった[26]。

### その他
- アベノミクスについて、2017年のアンケートで「どちらかと言えば評価する」と回答[24]。
- 安倍内閣による森友学園問題・加計学園問題への対応について、2017年のアンケートで「どちらとも言えない」と回答[24]。
- 森友学園への国有地売却をめぐる公文書改竄問題で、2021年5月6日、国は「赤木ファイル」の存在を初めて認めた[30]。しかし5月13日、菅義偉首相はファイルの存在を踏まえた再調査を行わない考えを報道各社に書面で示した[31]。9月の自民党総裁選挙で総裁に選出された岸田文雄も10月11日、衆議院本会議の代表質問で再調査の実施を否定した[32]。国の対応をどう考えるかとの問いに対し、2021年の毎日新聞社のアンケートで「これ以上、調査や説明は必要ない」と回答[28]。
- 原子力発電所の再稼働問題について、2017年の中日新聞社のアンケートで「新規制基準を満たす原発は再稼働すべき」と回答[27]。
- 「原子力発電への依存度について今後どうするべきか」との問題提起に対し、2021年のアンケートで「現状を維持すべき」と回答[26]。
- ドローン産業推進 座長として早期にドローン実装社会を作る為の諸政策を提言した。また、空飛ぶクルマ推進を政府として取り組むことを提言した[33][34]。
- 村山談話・河野談話を見直すべき。
- ヘイトスピーチの法規制に賛成。
- 特定秘密保護法は日本に必要だ[35]。
- 女性宮家に反対[36]。
- 「消費税0％の検討」を掲げた『国民を守るための「真水100兆円」令和2年度第2次補正予算に向けた提言』に賛同している[37]。

## 所属団体・議員連盟・役職[38]

### 政府の役職
- 前文部科学副大臣（2期）
- 元財務大臣政務官（2期）

### 衆議院の所属委員会
- 予算委員会　理事
- 国土交通委員会　理事
- 農林水産委員会　理事
- 厚生労働委員会　理事
- 地方創生特別委員会　理事
- 地方創生子どもデジタル特別委員会 理事
- 文部科学委員会　理事

#### 社会保障
- 新型コロナ対策医療系議員団本部　幹事長
- 医療委員会　事務局長
- 薬事小委員会　事務局長
- 障害児者問題調査会　事務局次⻑
- 社会保障制度調査会　事務局次長
- 産科‧小児科医師不足偏在問題対策PT　座⻑
- ヘルスケアスタートアップPT　座長

#### 教育/子育て
- 文部科学部会長
- 少子化対策調査会　副会長
- 一億総活躍推進本部　幹事長
- 食育調査会　事務局長

#### 経済/暮らし
- 内閣第二部会⻑代理
- 経済産業部会長代理
- 国土交通部会長代理
- 金融調査会　副幹事長
- 中小企業調査会　副幹事長
- 雇用問題調査会　事務局長
- 観光立国調査会　事務局次長
- 文化財‧社寺観光に関する小委員会　事務局長
- 文化立国調査会　事務局⻑
- クールジャパン推進特別委員会　事務局長代理
- フュージョンエネルギーPT　事務局長
- 超電導リニア鉄道に関する特別委員会　幹事
- 経済安全保障対策本部　事務局次長
- 道路調査会　事務局次長
- 水国土保全調査会　事務局次長

#### 地方創生
- 社会機能分散型国づくり特命委員会　事務局長
- 水産総合調査会　副会⻑
- 山村振興特別委員会　事務局次⻑
- 過疎対策特別委員会　事務局次⻑
- 海洋小委員会　事務局長
- 農林政策調査会　幹事
- 鳥獣被害対策特別委員会　事務局次長

#### その他
- 自民党青年局　青年部長
- 宇宙‧海洋開発特別委員会　幹事⻑代理
- 宇宙総合戦略小委員会　委員⻑代行
- 情報通信戦略調査会　事務局次⻑
- デジタル社会推進特別委員会　幹事
- 自動運転委員会　事務局長
- AI戦略本部　事務局次⻑

### 議連での役職

#### 社会保障
- 再生医療を推進する議員の会　幹事長
- 在宅医療推進議員連盟　事務局⻑
- ヘルスケアテック推進議員連盟　幹事長
- ワクチン議員連盟　幹事長
- 子ども成長・子育て支援 議員連盟　幹事長
- WRC日本ラウンドサポート委員会　委員⻑
- COPDを含む肺・呼吸器・感染症対策 議員連盟　会長
- 大学病院を支援する議員連盟　事務局長
- 麻酔ICU・無痛分娩推進議員連盟　会長

#### 暮らし・経済産業
- 責任ある積極財政を推進する議員連盟　副会長
- スタートアップ推進議員連盟　事務局⻑
- MaaS・CASE（次世代自動車）議員連盟　幹事
- モータースポーツ議員連盟　副幹事長
- 日本の未来を考える勉強会　副幹事長
- 空飛ぶクルマ委員会　委員⻑
- ドローン議員連盟　事務局長
- 中小企業生産性革命・賃上げ議員連盟　会長
- 合成燃料推進議員連盟　事務総長

## 選挙歴
| 当落 | 選挙                   | 執行日         | 年齢 | 選挙区       | 政党       | 得票数     | 得票率 | 定数 | 得票順位 /候補者数 | 政党内比例順位 /政党当選者数 |
| ---- | ---------------------- | -------------- | ---- | ------------ | ---------- | ---------- | ------ | ---- | ------------------ | ---------------------------- |
| 当   | 第46回衆議院議員総選挙 | 2012年12月16日 | 28   | 愛知県第14区 | 自由民主党 | 7万1881票  | 44.75% | 1    | 1/4                | /                            |
| 当   | 第47回衆議院議員総選挙 | 2014年12月14日 | 30   | 愛知県第14区 | 自由民主党 | 7万7513票  | 50.17% | 1    | 1/3                | /                            |
| 当   | 第48回衆議院議員総選挙 | 2017年10月22日 | 33   | 愛知県第14区 | 自由民主党 | 9万6303票  | 55.27% | 1    | 1/3                | /                            |
| 当   | 第49回衆議院議員総選挙 | 2021年10月31日 | 37   | 愛知県第14区 | 自由民主党 | 11万4160票 | 62.96% | 1    | 1/3                | /                            |
| 当   | 第50回衆議院議員総選挙 | 2024年10月27日 | 40   | 愛知県第14区 | 自由民主党 | 9万334票   | 54.07% | 1    | 1/3                | /                            |